# Midori (styresystem)
|  | For andre betydninger af ordet Midori, se Midori. |
Midori er et internt kodenavn for et forskningsprojekt hos Microsoft, der har til formål at udvikle et fremtidigt Microsoft styresystem til computere og it-systemer til afløsning af Microsoft Windows . 
Midori beskrives som en mulig fremtidig afløser af den kategori af styre- og operativsystemer, der lige som Windows er knyttet til den enkelte PC eller anden form for enkeltstående ir-enhed. Midori forventes i højere grad at anvende internettets muligheder og i bedre og større omfang at facilitere den moderne brugers stadig mere udbredte behov for større mobilitet.